# Pseudoscada erruca
Espèce
Pseudoscada erruca est une espèce d'insectes lépidoptères (papillons) de la famille des Nymphalidae, de la sous-famille des Danainae et du genre Pseudoscada.

## Dénomination
Pseudoscada erruca a été décrit par William Chapman Hewitson en 1855 sous le nom initial de' Ithonia erruca.

### Nom vernaculaire
Pseudoscada erruca se nomme Erruca Clearwing en anglais.

## Description
Pseudoscada erruca est un papillon aux ailes à apex arrondi, transparentes à veines marron et bord costal, externe et interne marron.

## Écologie et distribution
Pseudoscada erruca est présent au Brésil et en Argentine.

### Protection
Pas de statut de protection particulier.